# Gladiolus murielae
Gladiolus murielae es una especie de gladiolo que se encuentra en el este de África, desde Etiopía a Malawi. Tiene los pétalos en forma de estrella, y en total, son seis o más. Estuvo anteriormente emplazada en Acidanthera.

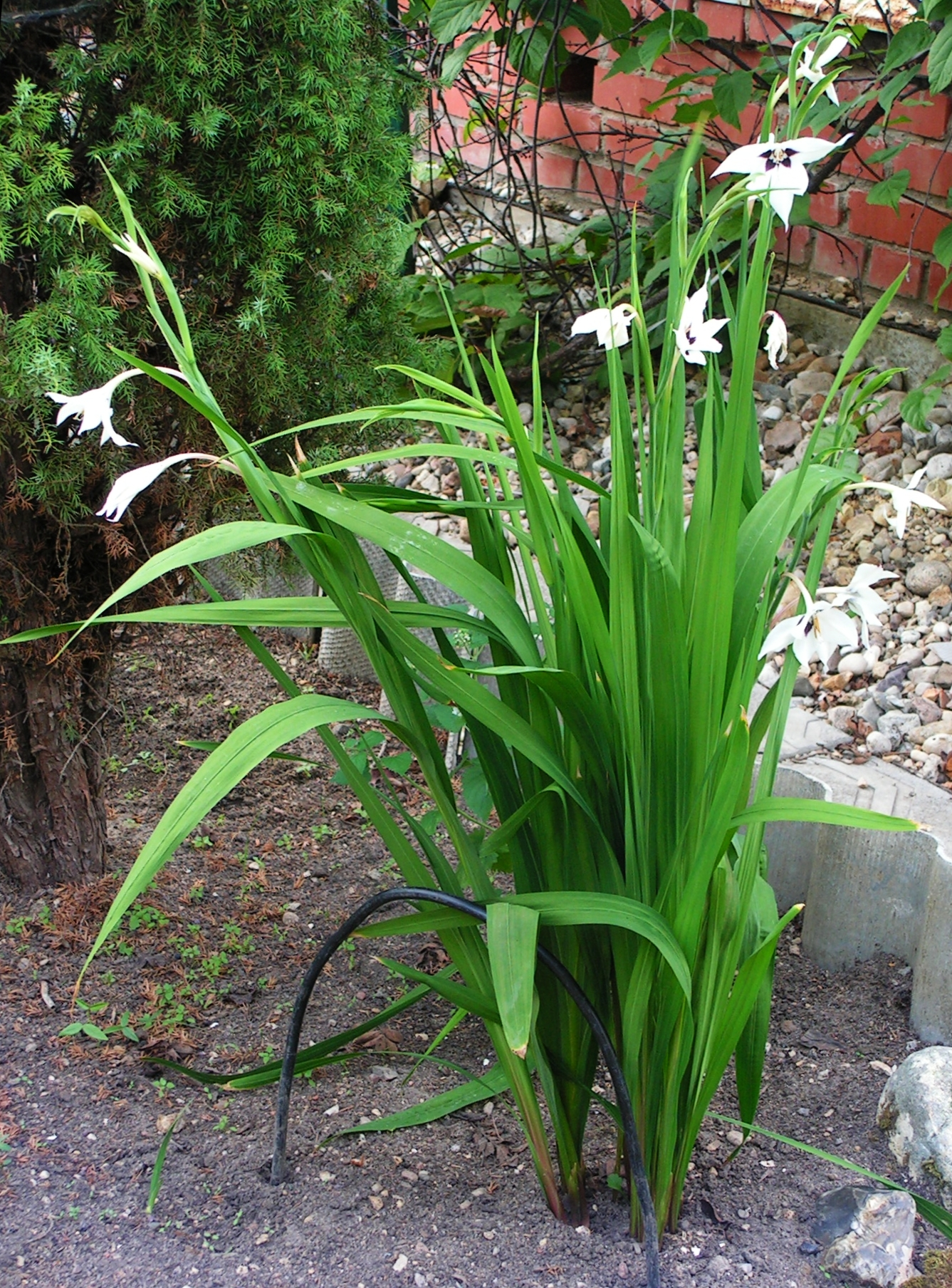
Vista de la planta

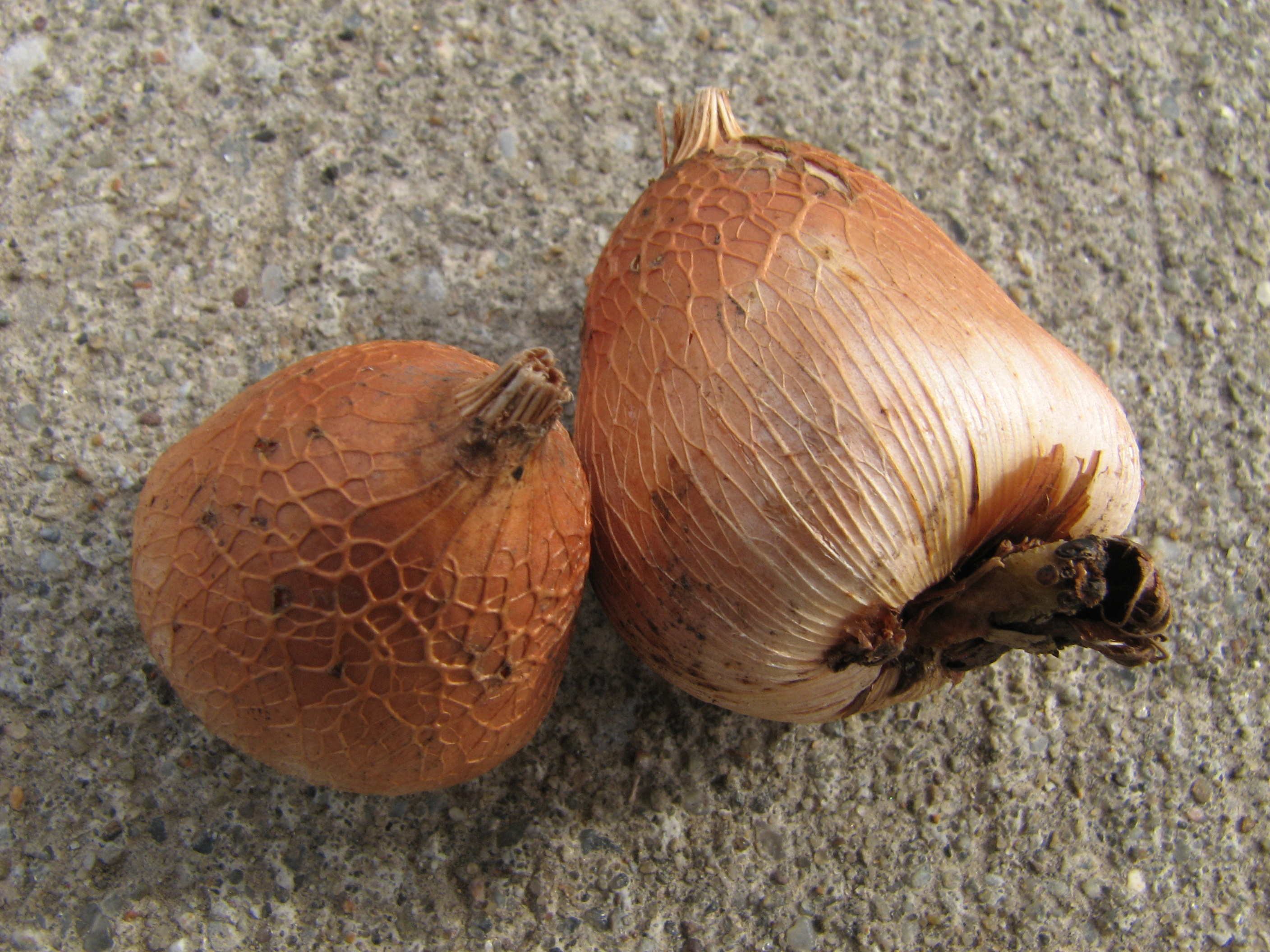
Bulbos

## Descripción
Es una planta que crece desde un cormo perenne que alcanza un tamaño de 70 a 100 cm de altura, con hojas lineales. Produce al final del verano numerosas flores blancas fragantes con una mancha marrón (a veces de color naranja) en la garganta, en unos tallos delgados. Ampliamente cultivada, es un tema común en los jardines de Europa occidental, donde se levantan los cormos todos los años y se almacenan en condiciones libres de heladas.
Esta planta ha ganado el Award of Garden Merit de la Royal Horticultural Society.

## Taxonomía
La especie fue descrita por primera vez como Acidanthera bicolor por Christian Hochstetter en 1844. En 1973, Wessel Marais incluyó el género Acidanthera en Gladiolus. Como el nombre Gladiolus bicolor ya había sido publicado por John Gilbert Baker en 1877 para otra especie de Gladiolus, Marais tuvo que utilizar otro nombre, escogiendo Gladiolus callianthus para la especie. Marais desconocía que James Kelway ya había publicado el nombre Gladiolus murielae en 1932, así que el nombre "G. callianthus" era superfluo. 
Gladiolus murielae fue descrita por James Kelway y publicado en The Gardeners' Chronicle: a weekly illustrated journal of horticulture and allied subjects. ser. 3 92: 107. 1932.
Etimología
Gladiolus: nombre genérico que se atribuye a Plinio y hace referencia, por un lado, a la forma de las hojas de estas plantas, similares a la espada romana denominada "gladius". Por otro lado, también se refiere al hecho de que en la época de los romanos la flor del gladiolo se entregaba a los gladiadores que triunfaban en la batalla; por eso, la flor es el símbolo de la victoria.
murielae: epíteto otorgado en honor de Muriel Erskine; su marido había recogido en Etiopía el espécimen sobre el que Kelway basó el nombre.
Sinonimia
- Acidanthera bicolor Hochst.
- Acidanthera murielae (Kelway) Hoog
- Gladiolus callianthus Marais
- Ixia quartiniana A.Rich.
- Sphaerospora gigantea Klatt[9][10]